# Algolagnie
 Mise en garde médicale
L'algolagnie (du grec άλγος, algos, « douleur », et λαγνεία, lagnia, « volupté ») est un terme forgé par le psychiatre Albert von Schrenck-Notzing en 1892, repris par Kathryn Kelley, désignant une douleur impliquant la plupart du temps une zone érogène.
Des études ont relevé des différences dans les manières dont le cerveau et les nerfs réagissent chez les individus algolagniques.

## Historique
En 1892, Albert von Schrenck-Notzing crée le terme d'« algolagnie » pour décrire un masochisme « sexuel » et ainsi le différencier du terme d'« algophilie », précédemment introduit par Charles Féré ; selon Schrenck-Notzing, l'algolagnie implique le « désir sexuel » et non l'« amour », contrairement aux propos de Féré. Cependant, les théories de Krafft-Ebing dans la Psychopathia sexualis — dans laquelle les termes « sadisme » et « masochisme » sont utilisés — ont été acceptées par Sigmund Freud et sont devenues partie intégrante de la psychanalyse, assurant ainsi leur prédominance dans le concept de l'algolagnie.
Albert Eulenburg est l'un des premiers neurologues à s'être intéressé à l'algolagnie, dans l'ouvrage de 1902 Sadismus und Masochismus (Sadisme et Masochisme). Par la suite, Havelock Ellis se penche également sur l'algolagnie, au début des années 1900, et définit l'algolagnie comme impliquant les deux types de manifestations, sadisme et masochisme. Mais il maintient que l'amour de la douleur est restreint à un contexte érotique, ce qui contredit les interprétations de Krafft-Ebing. Les psychologues Eugen Kahn, Smith Ely Jelliffe, William Alanson White et Hugh Northcote ont également été impliqués dans la recherche sur l'algolagnie.